# Юзефув (Мінський повіт)
Юзефув (пол. Józefów) — село в Польщі, у гміні Мінськ-Мазовецький Мінського повіту Мазовецького воєводства. Населення — 128 осіб (2011).
У 1975—1998 роках село належало до Седлецького воєводства.

## Демографія
Демографічна структура станом на 31 березня 2011 року:
|          | Загалом | Допрацездатний вік | Працездатний вік | Постпрацездатний вік |
| -------- | ------- | ------------------ | ---------------- | -------------------- |
| Чоловіки | 69      | 21                 | 43               | 5                    |
| Жінки    | 59      | 13                 | 37               | 9                    |
| Разом    | 128     | 34                 | 80               | 14                   |